# Philip Chase Bobbitt
Philip Chase Bobbitt, conosciuto semplicemente come Philip Bobbitt (Temple, 22 luglio 1948), è un saggista e politologo statunitense.
È molto noto nel Regno Unito. Le sue opere si occupano di strategia militare e di giurisprudenza costituzionale. Alcuni suoi saggi sono: The Shield of Achilles: War, Peace, and The Course of History e Terror and Consent.

## Fonti
- Federico Bonaglia, Vincenzo de Luca, La cooperazione internazionale allo sviluppo, Il Mulino, settembre 2006,  p. 144, ISBN 978-88-15-10978-1.